# CO-industri
CO-industri er Centralorganisationen af industriansatte i Danmark og er et mellem ni fagforbund. De største er 3F og Dansk Metal. Organisationen blev dannet af fire faglærte forbund i 1912 som CO-Metal. Det blev i forbindelse med en omstrukturering i 1992 til det nuværende CO-industri. 
CO-industri forhandler industriens overenskomster på vegne af omkring 230.000 lønmodtagere. CO-industris løser sager og rådgiver om blandt andet løn, uddannelse, samarbejde, bestyrelsesarbejde og arbejdsmiljø.

## CO-industris medlemsforbund og deres antal medlemmer tilmeldt CO-industri
Pr. 1.1. 2024.
|                               | Medlemstal | WWW               |
| ----------------------------- | ---------- | ----------------- |
| 3F Industri                   | 98.500     | 3F                |
| Dansk Metal                   | 85.050     | DanskMetal        |
| HK/Privat                     | 30.250     | HK                |
| Teknisk Landsforbund          | 6.621      | TL                |
| Dansk EL-Forbund              | 7.180      | DEF               |
| Blik- og Rørarbejderforbundet | 600        | blikror           |
| Dansk Jernbaneforbund         | 529        | Jernbaneforbundet |
| Serviceforbundet              | 360        | Serviceforbundet  |
| Malerforbundet i Danmark      | 218        | maler             |
| I alt                         | 229.308    |                   |

## Forhandlingsresultater
Her er nogle af milepælene gennem mere end 100 år
2017: Seniorfridage
2017: 2 børneomsorgsdage
2017: Aftalt uddannelse giver opkvalificering med 100 pct. løndækning
2014: Lærlinge og elever kan bruge selvvalgt uddannelse
2014: Forældreorloven gælder også for forældre af samme køn
2012: Seniorordning med mulighed for nedsættelse af arbejdstiden
2010: Fratrædelsesgodtgørelse
2007: Fritvalgskontoen indføres med 1 procent af lønnen
2007: Øremærkning af 3 ugers forældreorlov til mænd
2007: Ret til 2 ugers selvvalgt uddannelse
2000: Fuld løn ved barns første sygedag
2000: 5 feriefridage oven i de 5 ugers ferie indføres
1995: Betaling under barselsorlov indføres
1993: Løn under sygdom indføres i op til 14 dage
1991: Arbejdsmarkedspensionen med indbetaling på 0,9 procent af lønnen fra 1993
1987: Ugentlig arbejdstid sænkes gradvist til 37 timer i 1990
1981: Frihed til pasning af barn under 14 år ved sygdom
1973: Gennemførelse af ligeløn, så særlige kvindelønssatser forsvinder
1950: De første opsigelsesvarsler
1931: 6 dages ferie med løn indføres
1919: Ugentlig arbejdstid på 48 timer fra 1. januar 1920
1919: Ferie: 3 dage uden løn samt en fridag til en årlig virksomhedsskovtur
1915: Første overenskomst for samtlige organisationer i Centralorganisationen af Metalarbejdere i Danmark

## Internationale medlemskaber
IN – Industriansatte i Norden IN Arkiveret 11. december 2008 hos  Wayback Machine 

ICEM – Den Internationale Føderation af Kemi-, Energi- og Minearbejdere Se – ICEM 

ITGLWF – International Tekstil-, Beklædnings- og Læderarbejder Føderation 

IMF – International Metalarbejder Føderation IMF Arkiveret 10. april 2009 hos  Wayback Machine 

EMCEF – Den europæiske Føderation af Kemi-, Energi- og Minearbejdere 

EMF – Europæisk Metalarbejder Føderation EMF Arkiveret 3. december 2009 hos  Wayback Machine – Se wikipedia Engelske udgave – European Metalworkers' Federation 

EFFAT – Europæisk Føderation for Fødevare, Landbrug og Turismearbedjere 

IUF/IUL – International Union for Levnedsmiddelarbejdere 